# Foren-Rollenspiel
Bei einem Foren-Rollenspiel (auch Foren-RPG oder Play-by-post) handelt es sich um eine Variation des Rollenspiels, die ähnlich wie Play-by-Mail beziehungsweise Play by E-Mail (Pbem) rein schriftlich stattfindet. Es wird mit Hilfe einer Forensoftware über das Internet gespielt.

## Unterschiede zum Pen-&-Paper-Rollenspiel
Im Gegensatz zu Pen-&-Paper-Rollenspielen ist es nicht notwendig, dass sich die Teilnehmer zu einem gemeinsamen Präsenztermin treffen. Die Interaktionen der Spieler finden daher häufig auch zeitversetzt statt.
Die Forenstruktur ermöglicht es, in mehreren Threads gleichzeitig unterschiedliche Handlungsstränge zu verfolgen. Durch die Vergabe von Lese- und Schreibrechten ist die Aufteilung einer Rollenspielgruppe besser realisierbar als in einer Pen-&-Paper-Rollenspielrunde. Auch können die Funktionen der Forensoftware zur Gestaltung des Textes (Farbe, Textdekoration) genutzt werden, Bilder und Dateianhänge eingebunden werden. Spieler sind durch die überwiegende Schriftlichkeit gezwungen, ihre Handlung ausführlich zu beschreiben, die Kreativität der Sprache erhält dabei besonderes Gewicht.
Manchen Spielen liegt ein Pen-&-Paper-Regelwerk wie Das Schwarze Auge, Dungeons & Dragons oder ähnliches zugrunde. Das für diese Systeme typische Würfeln übernimmt ähnlich wie im Chat-Rollenspiel entweder der Spielleiter oder eine Software. Daneben existieren freie Rollenspiele ohne traditionelles Regelwerk. Hier bestimmen die Beschreibungen durch die Spieler den Ausgang von Aktionen.

## Anwendungsfelder
Für Gruppen mit wenigen regelmäßigen Präsenzterminen, etwa im Bereich Live-Rollenspiel, können Foren-Rollenspiel beispielsweise zur Überbrückung der Zeitdistanz bis zum nächsten Treffen Anwendung finden. So kann die Handlung währenddessen weiterentwickelt und Handlungslücken geschlossen werden. Die Forensoftware bietet Möglichkeiten zu einem besseren Beziehungsaufbau zwischen den Spielern und Charakteren. Der Austausch vieler Informationen, die in einer Live-Situation untergehen würden, fällt leichter, die physische Präsenz wird in den Hintergrund gedrängt.

## Vertreter
Seit dem Jahr 1997 besteht das kombinierte Foren- und Pen-&-Paper-Rollenspiel Wing Commander Online Rollenspiel (WCRS) basierend auf der Wing Commander-Reihe von Origin Systems. In Eigenregie wird die Handlung nach dem 5. Teil der Videospielreihe fortgeführt und das Universum stetig weiterentwickelt. Die Spieler verkörpern hierbei die Kampfpiloten und Besatzung von Raumschiffen in einem futuristischen Setting. Die Handlung wird dabei in regelmäßigen Spielterminen (Missionen) und dem Forum vorangetrieben. Im Jahr 2025 wird ein Reboot durchgeführt und ein Neuanfang zum Zeitpunkt des 3. Teils der Videospielreihe gestartet.
Gratogel war im Jahr 2000 das erste reine Foren-Rollenspiel in deutscher Sprache und basierte auf dem Computerspiel Albion. Es wurde eine keltisch orientierte Fantasywelt bespielt, wobei durch die Charaktere das Leben in einem Keltendorf gestaltet wurde. Nach 10 Jahren wurde der Betrieb eingestellt.
Das Oddworld RPG ist ein von Fans der Oddworld-Spielreihe betriebenes, text-basierendes und fortlaufendes Foren-Rollenspiel. Es basiert auf dem von Oddworld Inhabitants entwickelten Grundkonzept der Spiele, erweitert dieses jedoch und bietet den Spielern so die Möglichkeit, sich in die Welt hineinzuversetzen.
Zu den Foren-Rollenspielen kann man mittlerweile auch die Virtuellen Nationen zählen, da man dort oft in die Rolle des Bürgers eines anderen Staates oder eines Fantasie-Staates schlüpft und nicht generell ein Abbild des eigenen Lebens und der eigenen Ansichten darstellt. Diese virtuellen Staaten können auch historische Nationen abbilden, und den Mitspielern die Möglichkeit geben im historischen Kontext Rollenspiel zu betreiben. Ebenso werden real existierende politische Systeme virtuell dargestellt (zum Beispiel dol2day).
Mittlerweile gibt es auch weitere Vertreter von Forenrollenspielen wie Asamura, welches mit zu den aktivsten und größten High-Fantasy-Foren in Deutschland gehört. Asamura geht dabei einen neuen Weg und hat es sich dabei zur Aufgabe gemacht den Spielern nicht nur eine Welt zu liefern, sondern auch die Spieler aktiv am Geschehen der Welt zu beteiligen. Dabei geht es nicht nur darum, eine Welt zu erschaffen, neue Dinge erforschen und zu erfinden, sondern die Welt auch mit dem Charakter gezielt zu beeinflussen. So ist es für Spieler möglich neben den bekannten Rollen für Spieler auch Heerführer und Könige zu spielen, um im Textspiel die Welt und die Karte aktiv zu verändern und somit ganze Reiche zu erschaffen und zu zerstören.